# Чемпионат Австралии по футболу
Чемпионат Австралии или A-лига (англ. A-League) является сильнейшим футбольным дивизионом Австралии, функционирующая под эгидой Австралийских профессиональных лиг. Образована в 2004 году как преемница Национальной футбольной лиги (НСЛ), первый чемпионат стартовал в 2005 году. В состав лиги входит 13 команд: 11 представляют Австралию и две Новую Зеландию. С конца 2021 года официальным спонсором чемпионата является Isuzu UTE, и поэтому лига известна под названием Isuzu UTE A-League Men.
Лига является закрытой, в которой, по аналогии с американской MLS, ротация возможна только по решению совета лиги, а не по принципу выбывания и повышения в классе.
Сезон проходит с октября по май, включая в себя регулярный чемпионат, состоящий из 27 туров и финальную серию плей-офф, в которой принимают участие шесть лучших команд. Победитель регулярного чемпионата именуется «Премьером», а победитель плей-офф «Чемпионом», что отличается от других спортивных титулов Австралии, где «Премьером» именуется победитель плей-офф, а победитель регулярного чемпионата «Малым премьером». Нестандартная терминология введена, чтобы подчеркнуть престижность A-лиги. Наиболее успешные клубы получают право выступать в Элитной Лиге чемпионов АФК и во Второй Лиге чемпионов АФК. С момента образования лиги восемь клубов удостаивались звания «Премьер» и восемь звания «Чемпион».
Действующим премьером является «Окленд», а чемпионом — «Мельбурн Сити».

## История

### Истоки
Национальный чемпионат по круговой системе существовал в различном виде до образования А-лиги, самой известной была Национальная футбольная лига (НСЛ). Решение о формировании НСЛ было принято после квалификации Австралии на Чемпионат мира 1974, в конечном итоге 14 команд приняли участие в первом сезоне 1977.
Национальная футбольная лига процветала в 80-е и начале 90-х, но потом пришла в упадок, австралийские футболисты уезжали в зарубежные лиги, катастрофическая сделка по правам на трансляцию с Seven Network, отсутствие спонсорских контрактов, но в умирающей лиге оставались клубы которые продолжали развиваться, такие как «Сидней Олимпик», «Перт Глори» и «Аделаида Юнайтед».
В апреле 2003 года Федеральное Правительство инициировало создание Независимого комитета по футбольному обзору для исследования работы в структурах футбола и в частности Национальной футбольной лиги, главой комитета был назначен Дэвид Кроуфорд. В декабре 2003 года докладом Кроуфорда установлено, что НСЛ является финансово нежизнеспособной, в ответ новый глава Футбольной федерации Австралии Фрэнк Лоуи заявил что начата работа по формированию нового национального чемпионата, сезон 2003/04 станет последним для Национальной футбольной лиги которая существовала 27 лет.

### Формирование
В апреле 2004 года было объявлено о создании А-лиги как преемницы Национальной футбольной лиги. Восемь команд, представляющих Сидней, Мельбурн, Брисбен, Аделаида, Ньюкасл, Перт, Новая Зеландия и дополнительно команда из проявивших интерес. Начало первого сезона новой лиги было назначено на август 2005 года.
В июне 2004 года было подано 20 заявок на участие в турнире, спустя месяц были оставлены 12 для участие в конкурсе по отбору восьми команд, из них три заявки были из Мельбурна, по две из Сиднея и Брисбена, по одной от городов Аделаида, Ньюкасл, Перт и Новой Зеландии и Госфорда. В течение трех месяцев заявки были пересмотрены и 1 ноября 2004 года объявлены восемь команд, одобренных для участия, также было объявлено что лига будет именоваться Hyundai A-League в честь названия генерального спонсора лиги Hyundai Motor.
| Сезон   | Чемпионы         | Премьеры                 |
| ------- | ---------------- | ------------------------ |
| 2005/06 | Сидней           | Аделаида Юнайтед         |
| 2006/07 | Мельбурн Виктори | Мельбурн Виктори         |
| 2007/08 | Ньюкасл Джетс    | Сентрал Кост             |
| 2008/09 | Мельбурн Виктори | Мельбурн Виктори         |
| 2009/10 | Сидней           | Сидней                   |
| 2010/11 | Брисбен Роар     | Брисбен Роар             |
| 2011/12 | Брисбен Роар     | Сентрал Кост             |
| 2012/13 | Сентрал Кост     | Уэстерн Сидней Уондерерс |
| 2013/14 | Брисбен Роар     | Брисбен Роар             |
| 2014/15 | Мельбурн Виктори | Мельбурн Виктори         |
| 2015/16 | Аделаида Юнайтед | Аделаида Юнайтед         |
| 2016/17 | Сидней           | Сидней                   |
| 2017/18 | Мельбурн Виктори | Сидней                   |
| 2018/19 | Сидней           | Перт Глори               |
| 2019/20 | Сидней           | Сидней                   |
| 2020/21 | Мельбурн Сити    | Мельбурн Сити            |
| 2021/22 | Уэстерн Юнайтед  | Мельбурн Сити            |
| 2022/23 | Сентрал Кост     | Мельбурн Сити            |
| 2023/24 | Сентрал Кост     | Сентрал Кост             |

Восемью командами-учредителями были отобраны новообразованные команды «Сентрал Кост Маринерс», «Мельбурн Виктори» и «Сидней», три команды из НСЛ «Аделаида Юнайтед», «Ньюкасл Джетс» и «Перт Глори», а также клубы «Куинсленд Лайонс» и «Нью Зиланд Найтс», сформированные из бывших команд НСЛ «Брисбен Роар» и «Футбол Кингз». С каждым клубом была заключена эксклюзивная сделка «один город, одна команда», это создавало условия для развития и роста в своем регионе.
Спустя 16 месяцев после последнего матча Национальной футбольной лиги, 26 августа 2005 года стартовал первый сезон А-лиги.

### Развитие
20 марта 2007 года было объявлено, что с сезона 2007/08 вместо команды «Нью Зиланд Найтс» будет участвовать другая новозеландская команда «Веллингтон Феникс». С сезона 2008/09 к лиге присоединились клубы «Голд-Кост Юнайтед» и «Норт Квинсленд Фьюри». 12 июня 2009 года была выдана лицензия клубу «Мельбурн Харт» для участия в соревновании с сезона 2009/10. 1 марта 2011 года по финансовым причинам была отозвана лицензия у клуба «Норт Квинсленд Фьюри», через год, 28 февраля 2012 года была отозвана лицензия у клуба «Голд-Кост Юнайтед». 4 апреля 2012 года было объявлено о том, что клуб из Западного Сиднея, «Уэстерн Сидней Уондерерс», присоединится к лиге с сезона 2012/13. В январе 2014 года Сити Футбол Групп приобрели клуб «Мельбурн Харт», который был переименован в «Мельбурн Сити».

## Формат соревнования

### Регулярный чемпионат
Регулярный сезон проходит в основном австралийским летом, с октября по апрель и состоит из 26 туров, команды играют друг с другом два или три раза. Команды сыгравшие два домашних матча с одним оппонентом в одном сезоне, в следующем сезон могут провести только один домашний матч против этого соперника. За каждую победу клуб получает три очка, за ничью — одно. Клуб, занявший верхнюю строчку, получает звание Премьера и получает право выступать в Лиге чемпионов АФК. Победителю регулярного чемпионата вручается Премьерское Блюдо.
После завершения регулярного сезона команды занявшие с первого по шестое место проходят в плей-офф. Положение команд определяется количеством набранных очков. Если две или более команд набирают одинаковое количество очков их положение определяется по следующим критериям:
1. Разница забитых/пропущенных голов;
2. Наибольшее количество забитых голов;
3. Наибольшее количество очков заработных в матчах между этими командами;
4. Наибольшая разница мячей в матчах между этими командами;
5. Наименьшее количество заработанных красных карточек;
6. Наименьшее количество заработанных желтых карточек;
7. Решение спора подбрасыванием монеты.

### Финальная серия

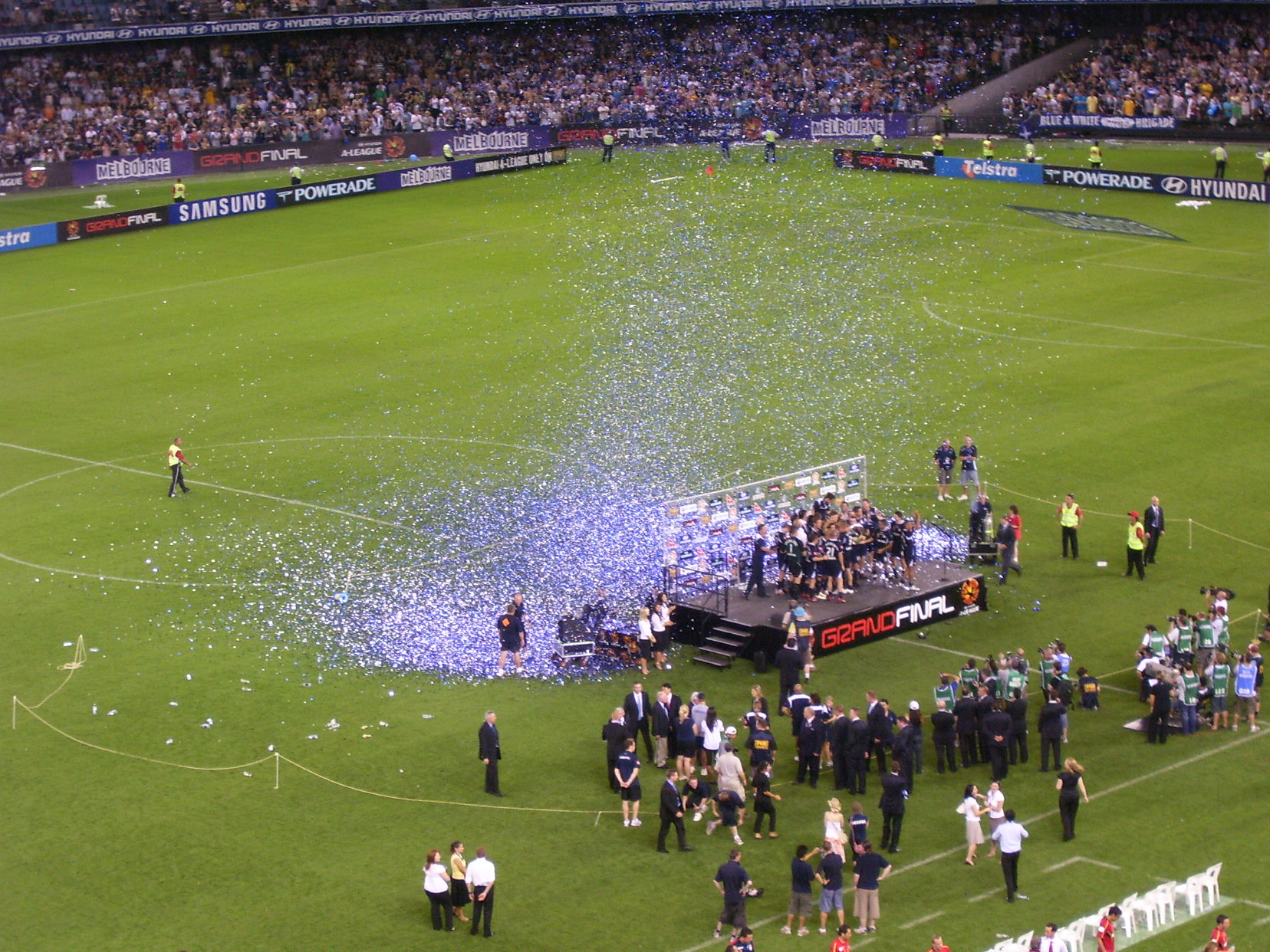
Мельбурн Виктори празднуют победу в финале 2007 года

Финальная серия — это плей-офф турнир между командами занявшими места с первого по шестое регулярного сезона, завершающий сезон. Впервые проведен в 2006 году в конце первого сезона. Кульминацией финальной серии является гранд-финал, после победы в котором, команда победитель получает звание чемпиона страны и право выступать в Лиге чемпионов АФК. Победитель серии плей-офф получает Трофей А-лиги.
В настоящее время в турнире участвуют шесть команд (ранее 4), турнир проходит в три раунда, победитель каждого матча проходит на следующий этап. С момента создания серия проводилась в трех различных форматах, формат турнира существующий в настоящее время проводится с сезона 2012/13, включает в себя трехнедельный турнир на выбывание, когда команды занявшие первое и второе место регулярного чемпионата вступают в борьбу с полуфинальной стадии.
Обычно гранд-финалы проводится на стадионе финалиста занявшего наивысшее место в регулярном чемпионате, но только если ФФА считает что домашний стадион подходящего размера, например финал сезона 2007/08 прошёл не на домашней арене клуба «Сентрал Кост Маринерс», победившего регулярном сезоне и добравшегося до финала, а на Сиднейском футбольном стадионе, так как стадион Сентрал Кост вместимостью на 20000 человек, был оценен как слишком маленький для такого матча. В декабре 2022 года АПЛ объявила, что гранд-финалы сезонов 2023/24 и 2024/25 пройдут в Сиднее.

#### Стадионы Гранд Финалов
| Стадион                                 | Город                      | Количество финалов | Год                    |
| --------------------------------------- | -------------------------- | ------------------ | ---------------------- |
| Сиднейский футбольный стадион           | Сидней, Новый Южный Уэльс  | 4                  | 2006, 2008, 2013, 2017 |
| Доклендс                                | Мельбурн, Виктория         | 3                  | 2007, 2009, 2010       |
| Ленг Парк                               | Брисбен, Квинсленд         | 3                  | 2011, 2012, 2014       |
| Мельбурнский Прямоугольный стадион      | Мельбурн, Виктория         | 3                  | 2015, 2021, 2022       |
| Западный Сиднейский стадион             | Сидней, Новый Южный Уэльс  | 2                  | 2020, 2023             |
| Аделаида Овал                           | Аделаида, Южная Австралия  | 1                  | 2016                   |
| Международный спортивный центр Ньюкасла | Ньюкасл, Новый Южный Уэльс | 1                  | 2018                   |
| Перт                                    | Перт, Западная Австралия   | 1                  | 2019                   |

### Другие соревнования
С 2014 года клубы участвуют в Кубке Австралии, единственном кубковом соревновании Австралии после того как был отменен Предсезонный Кубок вызова А-лиги в 2008 году. Дважды проводился матч всех звёзд А-лиги, как предсезонный товарищеский матч с участием лучших игроков лиги против топ-клубов мира.
Также у большинства клубов А-лиги есть клубы выступающие в Национальной молодежной лиге которая функционирует как молодежный и резервный турнир А-лиги. В турнире участвуют футболисты в возрасте от 16 лет до 21 года, также могут быть заявлены более возрастные футболисты главных команд.

## Клубы
В настоящее время в лигу участвуют 13 команд: 11 команд из Австралии и две из Новой Зеландии. За всю историю существования лиги в турнире принимали участие 15 различных клубов, четыре клуба существовали до образования лиги, такие как «Аделаида Юнайтед», «Ньюкасл Джетс», «Перт Глори» и «Куинсленд Лайонс», клубы «Нью Зиланд Найтс», «Голд-Кост Юнайтед» и «Норт Квинсленд Фьюри» участвовавшие в турнире прекратили своё существование.

### Расширение
С самого образования лиги и ФФА, и футбольные СМИ Австралии указывали на значительный интерес в расширении лиги. У восьми клубов-основателей было эксклюзивное право на пять лет по принципу «один город, одна команда», но и другие регионы могли присоединиться к лиге. Некоторые ставят под сомнение логику расширения лиги, так как это может сказаться на качестве футболистов выступающих в лиге и оказаться финансовым испытанием для клубов.
Перед первым стартом лиги председатель ФФА Фрэнк Лоуи заявил, что надеется на расширение лиги на города Канберра, Хобарт, Вуллонгонг, Джелонг, Бендиго, Кэрнис, Балларат, Лонсестон, Крайстчерч, Окленд, Саншайн-Кост, Дарвин и Сингапур. Планировалось, что к 2023 году в лиге будут играть 16 команд. В марте 2023 года ФФА подтвердила планы по расширению лиги двумя клубами из Канберры и Окленда начиная с сезона 2024/2025.

### Принципиальные противостояния A-League
«The Big Blue» «Сидней» — «Мельбурн Виктори».
Название происходит из цвета основной формы обеих команд, также в австралийском сленге blue обозначает борьбу или соперничество. Противостояние клубов из двух крупнейших австралийских городов: Сиднея и Мельбурна. Сидней и Мельбурн исторически всегда противостояли друг другу, и футбол здесь не исключение. Команды встречались друг с другом в двух Гранд Финалах, в 2010 году «Сидней» выиграл по пенальти, а в 2015 году «Мельбурн Виктори» выиграл со счетом 3:0. Также в сезоне 2009/10 «Сидней» получил звание Премьера обыграв в последнем туре «Виктори» со счетом 2:0. The Big Blue матч проводится традиционно в День Австралии.
«Подлинное противостояние» «Аделаида Юнайтед» — «Мельбурн Виктори».
Эти команды играли между собой в финалах сезонов 2006/2007 и 2008/2009, в которых «Мельбурн» побеждал: 6:0 и 1:0 соответственно. Противостояние команд берёт корни ещё из соперничества спортивных команд из Виктории и Южной Австралии, а усилено оно было конфликтом в сезоне 2006/2007, когда произошла стычка между капитаном «Мельбурна» Кевином Мускатом и тренером «Аделаиды» Джоном Косминой.
«F3 Derby» «Ньюкасл Джетс» — «Сентрал Кост».
Название данному дерби дали журналисты в честь магистрали соединяющее эти города, также эти команды не являются столицами какого-либо штата и представляют один регион, стадионы команд находятся на расстоянии одного часа друг от друга. Противостояние ужесточилось после борьбы за титул Премьера и встречи в Гранд Финале сезона 2007/08.
«Мельбурнское дерби» «Мельбурн Виктори» — «Мельбурн Сити».
Первый матч между клубами состоялся 8 октября 2010 года, на Мельбурнском Прямоугольном стадионе в присутствии 25 897 зрителей, победу со счетом 2:1 одержал клуб «Мельбурн Сити» (в то время носил название «Мельбурн Хартс»). Противостояние одно из самых напряжённых и почитаемых в лиге, матчи отличаются очень хорошей посещаемостью и своей особой атмосферой.
«Сиднейское дерби» «Сидней» — «Уэстерн Сидней Уондерерс».
Первый матч состоялся 20 октября 2012 года в сезоне 2012/13, первый сезон «Уондерерс» после вступления в лигу, «Сидней» одержал победу 1:0 на стадионе Парраматта. В следующем матче победу одержали «Уондерерс» 2:0. В матче который состоялся 22 октября 2014 года был установлен рекорд по посещаемости на Сиднейском футбольном стадионе, 41 213 человек, это самое большое количество посетителей этой арены со дня её открытия в 1988 году.

## Рекорды

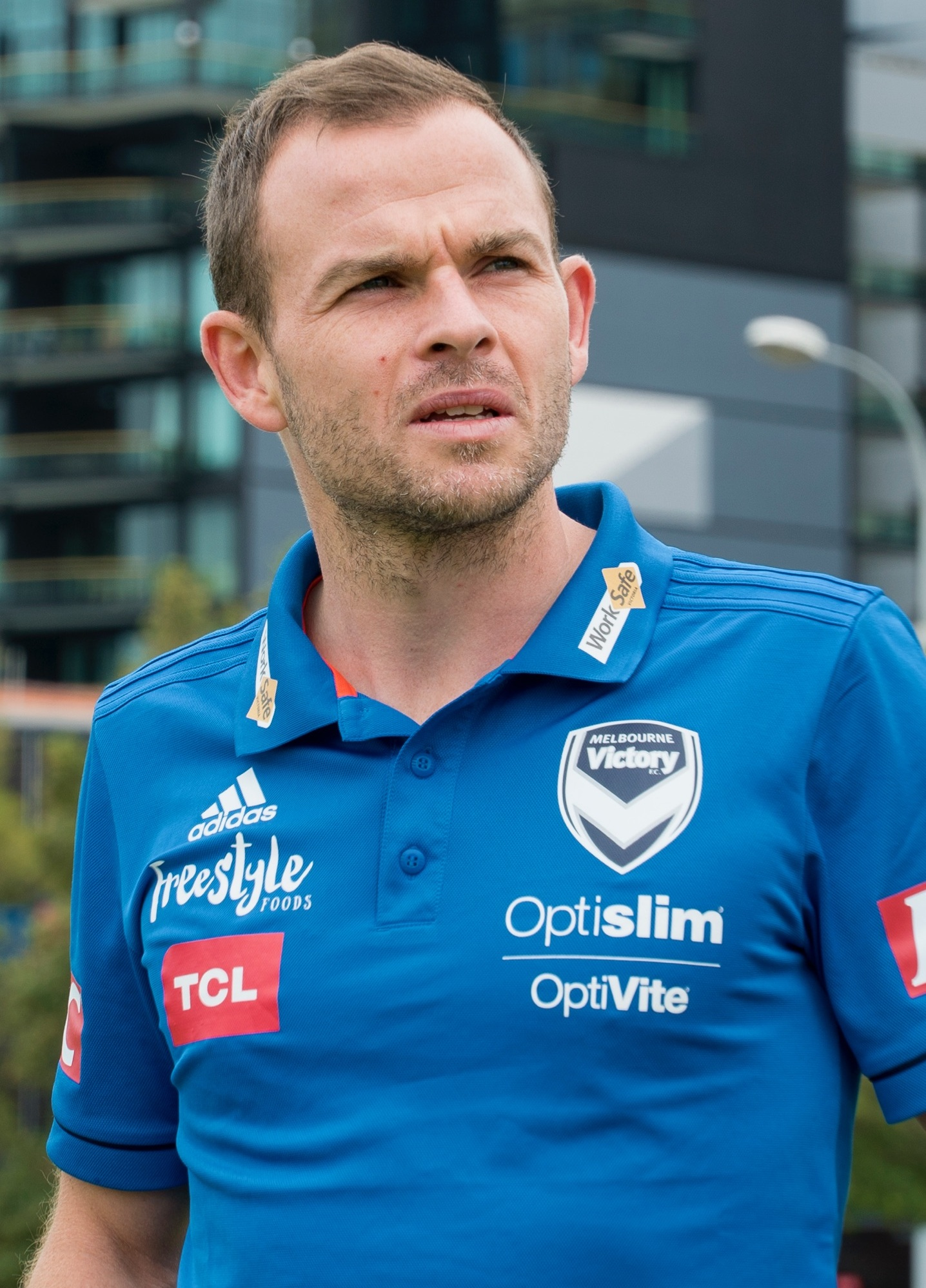
Броксэм, Ли — рекордсмен лиги по количеству проведённых матчей.

Рекорд по проведённым матчам в лиге принадлежит Ли Броксэму.
| Место                                                               | Имя                  | Матчи |
| ------------------------------------------------------------------- | -------------------- | ----- |
| 1                                                                   | Ли Броксэм           | 386   |
| 2                                                                   | Николай Топор-Стэнли | 380   |
| 3                                                                   | Алекс Уилкинсон      | 365   |
| 4                                                                   | Эндрю Дуранте        | 358   |
| 5                                                                   | Лиам Рэдди           | 350   |
| Источник: ultimateleague.com Последнее обновление: 26 мая 2024 года |                      |       |

Жирным выделены действующие игроки.

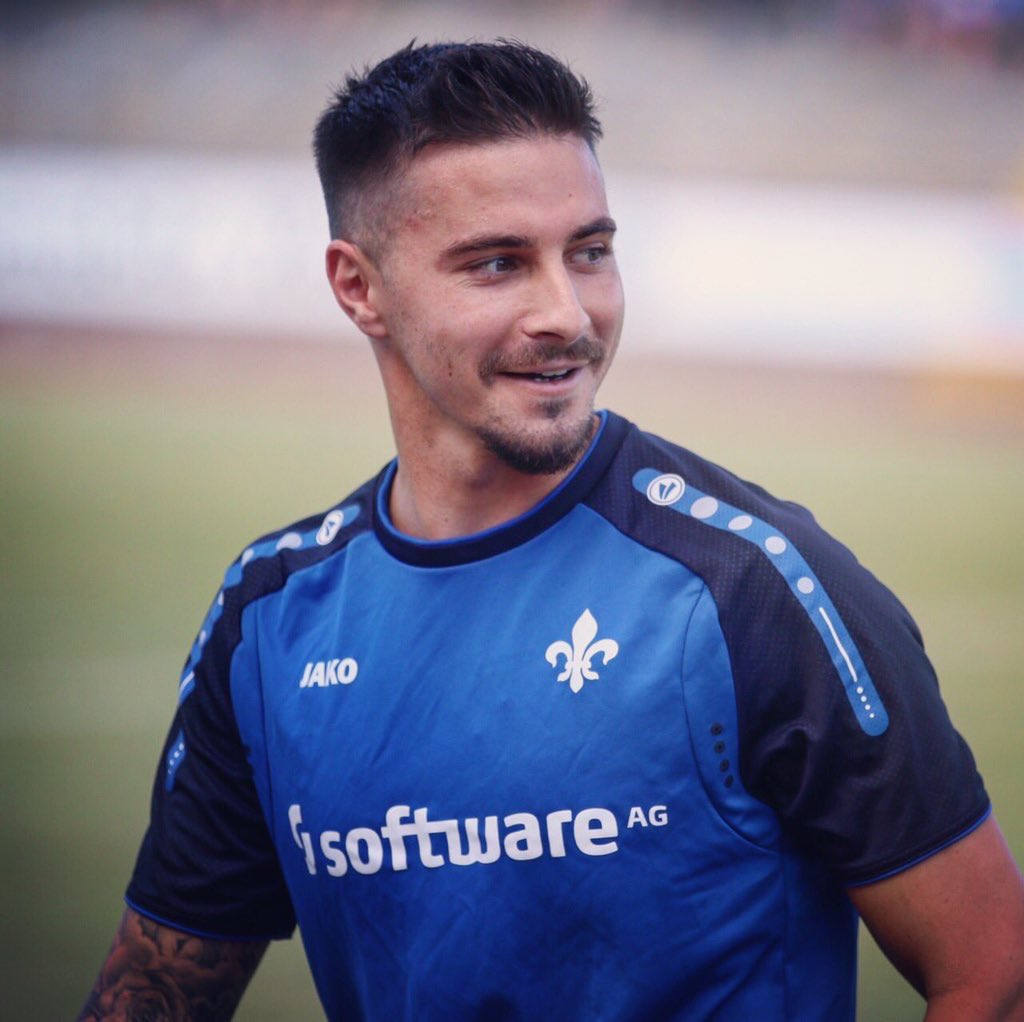
Джейми Макларен является рекордсменом по количеству забитых голов в А-лиге.

По окончании сезона сезона 2022/2023 Джейми Макларен стал лучшим рекордсменом по количеству забитых голов в чемпионате Австралии, опередив Бесарта Беришу. Бериша и Макларен — обладатели рекорда по забитым хет-трикам, у каждого по пять. Шейн Смелц является единственным игроком, который делал хет-трик в двух матчах подряд. Рекорд по количеству забитых голов в одном матче принадлежит Арчи Томпсону, 18 февраля 2007 года в гранд-финале с клубом «Аделаида Юнайтед» он забил 5 голов. В 2021 году в матче против «Мельбурн Виктори» Джейми Макларен повторил его рекорд. Наибольшее количество голов за один сезон (27) забил Бобо в сезоне 2017/18.
| Место                                                               | Имя              | Голы |
| ------------------------------------------------------------------- | ---------------- | ---- |
| 1                                                                   | Джейми Макларен  | 154  |
| 2                                                                   | Бесарт Бериша    | 142  |
| 3                                                                   | Бруно Форнароли  | 107  |
| 4                                                                   | Коста Барбарусес | 93   |
| 5                                                                   | Шейн Смелц       | 92   |
| Источник: ultimateleague.com Последнее обновление: 26 мая 2024 года |                  |      |

Жирным выделены действующие игроки.